# Túnez en los Juegos Paralímpicos de Seúl 1988
Túnez estuvo representado en los Juegos Paralímpicos de Seúl 1988 por un deportista masculino.

## Medallistas
El equipo paralímpico tunecino obtuvo las siguientes medallas:
| Nombre       | Deporte   | Evento                             |
| ------------ | --------- | ---------------------------------- |
| Oro          |           |                                    |
| —            |           |                                    |
| Plata        |           |                                    |
| —            |           |                                    |
| Bronce       |           |                                    |
| Monam Elabed | Atletismo | 400 m C6 masculino                 |
| Monam Elabed | Atletismo | 3000 m campo a través C6 masculino |